# Суданска афричка национална унија
Суданска афричка национална унија је политичка партија у Јужном Судану. Основана је 1962. године у егзилу у Уганди од стране Вилијема Денга. Партија се пре независности залагала за аутономију и отцепљење од северног Судана. Тренутни председник Суданске афричке националне уније је др Тоби Мадуот. Странка има четири представника у Парламенту Јужног Судана.